# Gregor Seferens
Gregor Seferens (* 23. Februar 1964 in Höngen (Selfkant)) ist ein deutscher Übersetzer.

## Leben
Gregor Seferens studierte Germanistik, Niederlandistik und Philosophie an den Universitäten in Bonn und Köln. In seiner Magisterarbeit behandelte er das Thema Die Rezeption Karl Mays in den Niederlanden. Seferens lebt heute als freiberuflicher Übersetzer in Bonn.
Gregor Seferens übersetzt erzählende Literatur, Gedichte und Sachbücher aus dem Niederländischen ins Deutsche. 2000 erhielt er für seine Übersetzung von Harry Mulischs Roman Die Prozedur den Else-Otten-Übersetzerpreis, 2007 für seine Lyrikübertragungen, insbesondere für die Übersetzung von Anna Enquists Band Ein neuer Abschied, den Rotterdamer Brockway Prize.
Seferens ist Mitglied im Verband deutschsprachiger Übersetzer literarischer und wissenschaftlicher Werke, VdÜ.

## Übersetzungen
- René Appel: Tod am Leuchtturm, Zürich 2000
- Abdelkader Benali: Hochzeit am Meer, München 1998
- Roel Bentz van den Berg: Die Luftgitarre, Frankfurt am Main 1999
- Roel Bentz van den Berg: Die unsichtbare Faust, Frankfurt am Main 2001
- Jeroen van Bergeijk: Goldfieber, München 2012
- Jeroen van Bergeijk: Mein Mercedes ist nicht zu verkaufen, München 2008
- Louis Paul Boon: Der Kapellekensweg oder Der I. illegale Roman von Boontje, München 2002
- Peter Buwalda: Otmars Söhne, Hamburg 2021
- Peter Buwalda: Bonita Avenue, Reinbek bei Hamburg 2013
- Hendrik Floris Cohen: Die zweite Erschaffung der Welt, Frankfurt 2010 (übersetzt zusammen mit Andreas Ecke)
- Louis Couperus: Die langen Linien der Allmählichkeit, Zürich 2002
- Samuel Dresden: Holocaust und Literatur, Frankfurt am Main 1997 (übersetzt zusammen mit Andreas Ecke)
- Anna Enquist: Ein neuer Abschied, München 1999
- Maarten ’t Hart: Der Flieger, München 2008
- Maarten ’t Hart: In unnütz toller Wut, München 2004
- Maarten ’t Hart: Die Jakobsleiter, München 2005
- Maarten ’t Hart: Mozart und ich, München 2006
- Maarten ’t Hart: Der Psalmenstreit, München 2007
- Maarten ’t Hart: Der Schneeflockenbaum, München 2009
- Maarten ’t Hart: Unterm Scheffel, München 2011
- Miriam van Hee: Der Zusammenhang zwischen den Tagen, Wien 2006
- Gijs IJlander: Stilleben mit Tulpen, München 2000
- Der körpererfüllte Raum fort und fort, Linz
  - 3 (2001)
- Anton Koolhaas: Die Stimmen des ersten Tages, München 1999
- Geert Mak: In Europa, München 2005
- Geert Mak: Das Jahrhundert meines Vaters, Berlin 2003
- Geert Mak: Niederlande, München 2008 (übersetzt zusammen mit Andreas Ecke)
- Geert Mak: Was, wenn Europa scheitert, München 2012
- Harry Mulisch: Archibald Strohalm, München 2004
- Harry Mulisch: Die Prozedur, München 1999
- Harry Mulisch: Die Säulen des Herkules, München 1997
- Harry Mulisch: Das sexuelle Bollwerk, München 1997
- Harry Mulisch: Siegfried, München 2001
- Harry Mulisch: Das steinerne Brautbett, Frankfurt am Main 1995
- Harry Mulisch: Das Theater, der Brief und die Wahrheit, München 2000
- Yves Petry: In Paradisum (De maagd Marino, 2010), Wien 2016, ISBN 978-3-902844-91-0.
- Paul Scheffer: Die Eingewanderten, München 2008 (übersetzt zusammen mit Andreas Ecke, Heike Baryga und Gerd Busse); Neuausgabe, mit einer Einleitung zur Neuausgabe, Carl Hanser, München 2016, ISBN 978-3-446-25182-3
- Arthur van Schendel: Das Fregattschiff "Johann Maria", Zürich 2007
- Jaap Scholten: Achtzig, Stuttgart 1998 (übersetzt zusammen mit Andreas Ecke)
- Anton Valens: Fisch, München 2011
- Frank Westerman: Das Schicksal der weißen Pferde, München 2012 (übersetzt zusammen mit Gerd Busse)
- Menno Wigman: Im Sommer stinken alle Städte, Köln 2016, ISBN 978-3-947676-08-8
- Henk van Woerden: Der Bastard, Berlin 2006
- Joost Zwagerman: Onkel Siem und die Frauen, Köln 2005